# ماساکو نوزاوا
ماساکو نوزاوا (انگلیسی: Masako Nozawa؛ زادهٔ ۲۵ اکتبر ۱۹۳۶) بازیگر، صداپیشه، و بازیگر خردسال اهل ژاپن است.
از فیلم‌ها یا برنامه‌های تلویزیونی که وی در آن نقش داشته‌است می‌توان به اسوراها اشاره کرد.